# Diplomatpas
Diplomatpas er et særligt udformet pas, som udstedes til diplomater, ministre og enkelte højtstående embedsmænd, først og fremmest til brug i deres tjenstlige rejseaktivitet.
Indehavere af diplomatpas nyder ikke diplomatisk immunitet blot ved at besidde et sådant pas. Diplomatisk immunitet forudsætter akkreditering eller anden særlig godkendelse fra modtagerstatens side, jf. Wienerkonventionen om diplomatiske relationer. Nogle lande tilstår dog rejsende med diplomatpas visse lettelser, f.eks. særlige skranker i paskontrollen med kortere ventetid. Der gælder ofte særlige visumregler for indehavere af diplomatpas. Disse kan være såvel lempeligere som strengere end reglerne for andre borgere.
I eget land giver diplomatpas ingen særlige rettigheder af nogen art.
Hvert land fastsætter selv diplomatpassets udseende og reglerne for, til hvilke persongrupper der kan udstedes diplomatpas.
Til dem som ikke kan få udstedt diplomatpas, kan der udstedes et "official passport" i Danmark kaldet et  Tjenestepas. Dette er et mindre "fint" diplomatpas, der som oftest ikke giver helt de samme rettigheder eller fordele som diplomatpasset, men stadig signalerer at indehaveren rejser på et officielt ærinde fra den udstedende stat. 
I henhold til pasbekendtgørelsen § 23, stk. 1 kan man kun få udstedt et nyt pas, hvis et evt. tidligere pas annulleres/deponeres. Er man indehaver af et kommunepas (rødebedefarvet), skal dette deponeres, når man får diplomat/tjenestepas udleveret, hvorfor man kun kan være i besiddelse af en type pas ad gangen.  

## Danske diplomatpas[1]

### 1. Personer og personkategorier
Diplomatpas udstedes af Udenrigsministeriet til nedenstående personer eller kategorier af personer:
a) Regenten og nært beslægtede medlemmer af den kongelige familie 
b) Medarbejdere i Udenrigsministeriet ansat med forflyttelsespligt og med mindst tre måneders fastansættelse 
c) Medarbejdere i Udenrigsministeriet under udlån eller tjenestefrihed, der beklæder midlertidige stillinger i EUs fælles Udenrigstjeneste (SNE og TA)
d) Eksportassistenter og eksportstipendiater 
e) Forsvarsattacheer, socialattachéer (sømandspræster), specialattacheer og vækstrådgivere samt øvrig udsendt personale i det omfang, at de er diplomatisk anmeldt ved en dansk repræsentation. 
f) Medarbejdere i Udenrigsministeriet under udlån eller tjenestefrihed, der beklæder midlertidige stillinger i internationale organisationer, som Danmark er medlem af, herunder FN, Verdensbanken, IMF og OECD i det omfang, at der er et dokumenteret tjenstligt behov i den midlertidige stilling
g) Ægtefæller og registrerede partnere til personer nævnt i punkt b) til f) samt hjemmeboende børn under 21 år
For ægtefællen/partneren er det en betingelse, at denne ikke udøver erhvervsmæssig virksomhed af en art eller et omfang, som ville gøre udstedelsen af diplomatpas betænkelig i relation til opholdslandet. Passet må ikke anvendes til ægtefællens/partnerens erhvervsrejser. Der vil i særlige tilfælde og kun ved udsendelser være mulighed for at have både et diplomat- og et nationalitetspas på sig samtidig. Børn med dansk statsborgerskab af danske diplomater under udstationering kan undtagelsesvis få udstedt diplomatpas også efter det 21. år, hvis omstændighederne taler for det. Det er en betingelse, at de bor hos forældrene og er anmeldt til opholdslandets udenrigsministerium som familiemedlemmer og ikke udøver erhvervsmæssig virksomhed. Ægtefæller/registrerede partnere med andet statsborgerskab end dansk kan kun have diplomatpas under udstationering. Den pågældendes eget statsborgerskab vil være indført i diplomatpasset, og passet skal deponeres i Udenrigsministeriet mellem udsendelser. Passet må ikke benyttes til indrejse i eget land og Danmark. 
h) Danske dommere og dommersuppleanter ved den Mellemfolkelige Domstol i Haag og danske dommere ved Den stående Voldgiftsret i Haag 
i) Danske dommere ved EU-Domstolen i Luxembourg og danske medlemmer af Revisionsretten i Luxembourg 
j) Danske dommere ved Den Europæiske Menneskerettighedsdomstol i Strasbourg 
k) Hoffets damer og herrer og medlemmer af adjudantstaben 
l) Ministre i Danmark, Grønland og Færøerne, Folketingets formand, øvrige medlemmer af Folketingets Præsidium, Folketingets direktør. Formanden, næstformanden og sekretæren for Det Udenrigspolitiske Nævn, formanden og næstformanden for Europaudvalget og formanden for Udenrigsudvalget, formanden og næstformanden for Forsvarsudvalget. Medlemmer af Europa Parlamentet, medlemmer af Europarådets Parlamentariske Forsamling og medlemmer af NATO's Parlamentariske Forsamling. Medlemmer af OSCE 
m) Højesterets præsident, direktøren for Danmarks Nationalbank og forsvarschefen 
n) Medarbejdere i Statsministeriet samt enkelte medarbejdere i ressortministerier og det grønlandske og færøske selv- og hjemmestyre, som ledsager ministrene på rejser 
o) Personel fra Forsvaret og Rigspolitiet udsendt til krigs- og konfliktområder i henhold til aftale. Personbeskyttere i Afghanistan og OSCE observatører, der udsendes til regioner, hvor der kan være en væsentlig sikkerhedsrisiko 
p) Ægtefæller/registrerede partnere til stats- og udenrigsministeren. Er ægtefællen/partneren udenlandsk statsborger, må diplomatpasset kun benyttes, når ægtefællen/partneren ledsager ministeren på officielle rejser. Den pågældendes egen nationalitet vil være indført i diplomatpasset 
q) Udenrigsministeriet kan undtagelsesvis udstede diplomatpas til andre, når ganske særlige omstændigheder taler for det

### 2. Gyldighedsperiode og øvrige retningslinjer for udstedelse af diplomatpas
Diplomatpas udstedes som hovedregel med gyldighed i indtil 10 år, medmindre det allerede ved udstedelsen er klart, at den pågældende kun i kortere tid vil være berettiget til passet. Dette gælder også udenlandske ægtefæller/partnere under udsendelse. 
For børn 0-2 år udstedes passet med en gyldighed på optil 2 år og for børn 2 – 18 år med en gyldighed på optil 5 år, dog max. til det fyldte 21. år. For medlemmer af Folketinget og regeringen udstedes passet for valgperioden.
Højesterets præsident, direktøren i Danmarks Nationalbank og forsvarschefen og Folketingets formand har ret til at beholde diplomatpasset i 10 år ved pensionering direkte fra stillingen. Derefter vil der ikke kunne søges om nyt diplomatpas. 
Statsministre og udenrigsministre samt deres ægtefæller/partnere har ret til diplomatpas også efter, at de er trådt tilbage. Dvs. at alle tidligere danske statsministre og udenrigsministre har ret til et livslangt diplomatpas. 
I enkelte tilfælde vil medarbejdere have brug for udstedelse af flere diplomatpas. Det kan skyldes hyppige rejser til visumpligtige lande eller rejser til lande, der ikke accepterer indrejsestempler fra visse andre lande. Det er for alle grupper på nær a og l en forudsætning for udstedelse af pas, at personen er sikkerhedsgodkendt.
Personer nævnt under punkt 1. k, n og q har kun ret til at anvende diplomatpasset til tjenesterejser, og diplomatpasset skal være deponeret mellem tjenesterejserne.
Danske diplomatpas har rødt omslag med påskriften "Danmark – Diplomatpas".

## Danske tjenestepas[1]
1. Personer og personkategorier
Tjenestepas udstedes kun af Udenrigsministeriet og kun til følgende personer eller kategorier af personer: 
a) Medarbejdere i Udenrigsministeriet ansat uden forflyttelsespligt og med mindst tre måneders fastansættelse 
b) Honorære danske generalkonsuler, konsuler eller vicekonsuler i udlandet, for så vidt de er danske statsborgere, og under forudsætning at der er en gyldig sikkerhedsgodkendelse 
c) Forhenværende regeringsmedlemmer, som ikke er berettiget til diplomatpas 
d) Folketingets medlemmer, som ikke er berettiget til diplomatpas 
e) Statens højeste embedsmænd såsom generaler og admiraler, direktører, departementschefer og kommitterede i ministerierne, højesteretsdommere, præsidenterne for Vestre Landsret, Østre Landsret og Københavns Byret samt overborgmesteren i København 
f) Udenrigsministeriet kan undtagelsesvis udstede tjenestepas til andre, når ganske særlige omstændigheder taler for det, navnlig hvor de pågældende optræder som repræsentanter for danske myndigheder, f.eks. IFU.
2. Gyldighedsperiode og øvrige retningslinjer for udstedelse af tjenestepas
Tjenestepas udstedes som hovedregel med gyldighed i optil 10 år.
For medlemmer af Folketinget udstedes passet for valgperioden. Tidligere ministre har ret til tjenestepas også efter, at de er trådt tilbage. Det er for alle grupper på nær c og d en forudsætning for udstedelse af pas, at personen er sikkerhedsgodkendt.
Personer nævnt under punkt 1. kan råde over deres tjenestepas, så længe de bestrider den pågældende stilling.